# 李晨浩
李 晨浩(り しんこう、リ・チェンハオ、1977年7月22日 - )は、中華人民共和国出身の元プロ野球選手(投手)。中国野球リーグの北京タイガースに所属していた。
130キロ前後の速球と制球力を武器に、カーブやフォークなどの変化球を低めに集める投球が持ち味。

## 経歴・人物
1999年、シドニーオリンピックアジア予選では地元の韓国戦に先発、好投したが後続の投手が打たれて1対7で敗れた。この大会で中国は4位となりオリンピック出場は果たせなかった。
2000年、中日ドラゴンズとオリックス・ブルーウェーブの二軍選手が中国への遠征試合を行った際には中国側の勝利投手となっている。
2003年、アジア野球選手権大会の日本戦で先発、2回1/3を投げて自責点4で敗戦投手となった。
第1回WBCに選出され、アジアラウンドの日本戦で先発し3回を投げて自責点1と好投したが後続の投手が打ち込まれ試合は2対18と大敗。第2回WBCでも初戦の日本戦に先発するが、3回3失点で負け投手となった。
2009年終盤頃に現役を引退。現在は元選手が多く所属するアマチュアチームなどでプレーする。

## タイトル
- 最優秀投手 (2002年)
- 最優秀右投手 (2003年、2004年)